# Пам'ятник Тарасові Шевченку (Ромни)
Пам'ятник Тарасу Шевченку в Ромнах — пам'ятник великому українському поету Тарасу Григоровичу Шевченку, встановлений у місті Ромни на Сумщині; один із перших пам'ятників Кобзареві в Україні та світі.

## Загальні дані
Роменський пам'ятник Тарасу Шевченку розташований у середмісті в сквері на бульварі ім. Т. Г. Шевченка.
Автор пам'ятника — відомий український скульптор і культурний діяч Іван Петрович Кавалерідзе, і встановлений він був 1918 року, що робить його одним з найперших у монументальній Шевченкіані, принаймні достеменно першим в історії повнофігурним пам'ятником Тарасові Шевченку.
Пам'ятник зроблено з бронзи (скульптура Шевченка) та бетону (п'єдестал).

## Опис

Пам'ятник зблизька

Тарас Григорович зображений сидячим в глибокій задумі. Поет сидить нагорі брили (яка є імпровізованим п'єдесталом), що наче виростає з-під землі.
На брилі викарбувані рядки з поезії Шевченка «Марку Вовчку. На пам'ять» (1859):
…І оживу, і думу вольную на волю, із домовини воззову.
У зовнішньому вигляді та композиції пам'ятника знайшли відображення ідеї близького скульпторові конструктивізму, однак у загальному обрисі монумента немає тих кубістичних ламаних ліній, що Іван Кавалерідзе втілив у полтавському пам'ятнику Кобзареві за вісім років після спорудження роменського пам'ятника.

## Історія
Пам'ятник було відкрито 27 жовтня 1918 року на честь перебування Тараса Шевченка влітку 1845 року на Іллінському ярмарку в Ромнах. На той час він був єдиним післяреволюційним пам'ятником Тарасу Шевченку в Україні, не враховуючи погруддя роботи Федіра Балавенського в Києві.
Пам'ятник українському генію поезії вирішили встановити роменські залізничники, які попрохали про допомогу у його створенні свого земляка, Івана Кавалерідзе. Архітектор погодився. Разом з цілим колективом однодумців, та при допомозі місцевої «Просвіти», Кавалерідзе невдовзі здійснив свій задум. Слід додати, що Іванові Кавалерідзе допомагали такі люди, як Степан Шкурат (пізніше він став знаменитим артистом, але на той час був звичайним пічником), котрий виконував бетонні роботи, та Григорій Вашкевич — історичний консультант, особистий знайомий Тараса Григоровича. На врочистому відкритті були присутні урядова делегація та особистий представник гетьмана Скоропадського осавул Бловатний, який поклав до монументу вінок від гетьмана. (Відродження, 1918, 30 жовтня)
Через те, що пам'ятник був виготовлений з бетону, з плином часу він почав руйнуватися, тому 27 жовтня 1982 року було встановлено його копію з бронзи. Реконструкцію проводили скульптори В. Клоков та Б. Довгань, а також архітектор Ф.Юр'єв.
Ще однією цікавою особливістю пам'ятника є те, що він установлений на тому місці, де в 1845 році стояв намет Тараса Григоровича Шевченка.
Нині пам'ятник є однією з цінних пам'яток Ромен і Сумщини.